# Hovea montana
Hovea montana là một loài thực vật có hoa trong họ Đậu. Loài này được (Hook.f.) J.H.Ross miêu tả khoa học đầu tiên.